# Josef Brandner
Josef Brandner (* 9. Juli 1932 in Heining bei Laufen (Salzach); † 15. Oktober 2010 in München) war ein deutscher katholischer Priester und Autor.

## Leben
Aufgewachsen als Sohn eines Postbeamten besuchte er in Traunstein das Studienseminar St. Michael. Nach seinem Abitur 1951 studierte er Philosophie und Theologie an der damaligen Philosophisch-theologischen Hochschule Freising und im Priesterseminar des Erzbistums München und Freising, das damals ebenfalls in Freising war. Im Dom St. Maria und St. Korbinian in Freising wurde er am 29. Juni 1957 von Kardinal Joseph Wendel zum Priester geweiht.
Danach war er als Kaplan in St. Michael Peiting, danach bis 1967 als Präfekt am Studienseminar Traunstein tätig, anschließend war Brandner bis 1973 Studentenseelsorger an der damaligen Pädagogischen Hochschule in München-Pasing.  Seit 1975 nahm er nebenamtlich die Aufgabe des Diözesanbeauftragten für das Katholische Bibelwerk in Stuttgart wahr.
Für das Personalreferat (Referat Pastorale Dienste) des Erzbischöflichen Ordinariats München arbeitete er von 1973 bis 1992 als Leiter der Fortbildung für Priester und Pastoralreferenten.
Ab 1992 bis zum Beginn seines Ruhestands 2003 leitete er den Fachbereich Seelsorge für Pastorale Dienste und war Priesterseelsorger im Erzbistum München und Freising. Er war der erste im Erzbistum, der diese Aufgabe – unter verschiedenen Bezeichnungen – hauptamtlich wahrnahm. Auch im Ruhestand engagierte er sich weiter in der Seelsorge und der geistlichen Begleitung.
In mehreren Studienprojekten arbeitete er unter anderem mit dem Wiener Religionssoziologen Paul M. Zulehner zusammen.
Josef Brandner starb am 15. Oktober 2010 in München und wurde am 20. Oktober von Weihbischof  Bernhard Haßlberger und Domdekan Lorenz Wolf auf dem Münchener Waldfriedhof beerdigt. Das Requiem zuvor feierte der Abt der Abtei St. Bonifaz (München), P. Johannes Eckert OSB.

## Schriften
- mit Paul M. Zulehner: Lebe! Das Anliegen Gottes als Schwerpunkt der Pastoral seiner Kirche (= Offene Zeit, Band 12), Meitingen, Freising 1981, ISBN 3-7838-0242-3.
- mit Paul M. Zulehner, Josef Fischer: Leibhaftig glauben. Lebenskultur nach dem Evangelium, Freiburg im Breisgau, Basel, Wien 1983, 5. Auflage.  1989, ISBN 3-451-19816-9.
- mit Paul Michael Zulehner, Josef Fischer, Zbiljski vjerovati. Kultura ziviljenja po Evandelju, (Hrvatski prijevod priredili Ana Marija Kurtović i Antun Jarm) Đakovo 1984, (Leibhaftig glauben <kroat.>)
- mit Paul M. Zulehner: Lebe!. Das Anliegen Gottes als Schwerpunkt der Pastoral seiner Kirche (= Offene Zeit, Band 12a), 3. Auflage. Meitingen, Freising 1985, ISBN 3-7838-0253-9
- Josef Brandner (Autor), Gottesbild – Bilder des Unsichtbaren. Unterwegs zum Jahr 2000 (= Diözesanmuseum Freising. Kataloge und Schriften, Diözesanmuseum für Christliche Kunst des Erzbistums München und Freising, Band 19), Hrsg. Sylvia Hahn, Peter B. Steiner.  Regensburg 1997, ISBN 3-7954-1137-8
- mit Paul M. Zulehner: „Meine Seele dürstet nach dir.“ (Psalm 63,2). GottesPastoral, Ostfildern 2002, ISBN 3-7966-1056-0.
- mit Paul M. Zulehner (Autor): Gott ist größer als unser Herz : (1 Joh 3,20). Eine Pastoral des Erbarmens, Ostfildern 2006, ISBN 978-3-7966-1305-0